# بيرسون فودي
بيرسون فودي (بالإنجليزية: Pierson Fodé)‏ مواليد 6 نوفمبر 1991 في موسيس ليك، هو ممثل أمريكي بدأ مسيرته الفنية سنة 2012.

## الأعمال
- آي كارلي
- جيسي
- ذا بولد أند ذا بيوتيفول

## الجوائز
| السنة | الجائزة             | الفئة                                               | النتيجة | مرجع  |
| ----- | ------------------- | --------------------------------------------------- | ------- | ----- |
| 2016  | جائزة إيمي داي تايم | جائزة إيمي داي تايم لـ أفضل ممثل شاب في مسلسل دراما | رُشِّح     | [ 2 ] |
| 2017  | جائزة إيمي داي تايم | أفضل ممثل شاب في مسلسل دراما                        | رُشِّح     | [ 3 ] |

## وصلات خارجية
- بيرسون فودي على موقع IMDb (الإنجليزية)
- بيرسون فودي على موقع ألو سيني (الفرنسية)
- بيرسون فودي على موقع أول موفي (الإنجليزية)
- بيرسون فودي على موقع قاعدة بيانات الفيلم (الإنجليزية)
- بيرسون فودي على موقع كينوبويسك (الروسية)
- الموقع الرسمي